# オンリー ロンリー グローリー
『オンリー ロンリー グローリー』（Only Lonely Glory）は、BUMP OF CHICKENの8枚目のシングル。2004年7月7日にトイズファクトリーから発売された。

## 概要
- 「アルエ」がアルバムからのリカットシングルだったため、新曲のシングルは「ロストマン/sailing day」以来1年4ヶ月ぶりとなる。初回盤にはユグチャリ（オリジナル自転車）連動抽選応募ハガキ同梱。
- 翌月発売した『ユグドラシル』の先行シングルであったが、本作で初めてオリコンシングルチャート1位を獲得した[1]。
- ジャケットの写真は、直井がグアムまで行って撮ったもの。

## 収録曲
- 全曲作詞・作曲：藤原基央　編曲：BUMP OF CHICKEN

1. オンリー ロンリー グローリー  (4:46)
4つ打ちの曲。アルバム『ユグドラシル』にはアルバムバージョンが収録されており、イントロにコーラスが追加されている。
2. 睡眠時間 (4:36)
藤原の創作に多大な影響を与えた実の祖父へのレクイエム。
病ですでに助かる見込みは無くなっていたにもかかわらず、自分の死を受け入れ平静を保っていた祖父のために藤原が書き始めたが、「佐倉フリーライブ」（2004年5月29日）の数日後楽曲の完成を待たずに他界。祖父の納骨の際に、完成していたメロディ部分だけをハーモニカで披露したというエピソードがある。
ライブでは、リリースから約10年後のツアー『WILLPOLIS 2014』で初披露された。また、藤原の弾き語りによる曲の中では、唯一ライブで演奏された曲となっている。

- 隠しトラックに「JOY」が歌う「シャドー」（作詞・作曲:BUMP OF CHICKEN）が収録されている。この曲は『ユグドラシル』の隠しトラックの中にも名前が登場する。

## 収録アルバム
- 『ユグドラシル』（#1）※アルバムバージョン
- 『present from you』（#2）